# Mihrabánidas

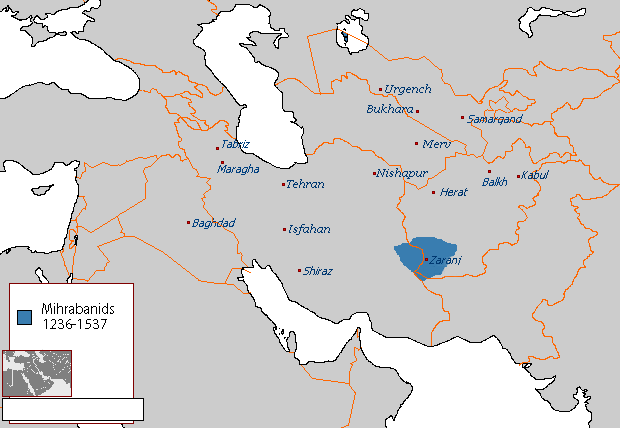
El reino mihrabánida superpuesto con las fronteras modernas de Asia Central

Los mihrabánidas fueron una dinastía musulmana que gobernaron Sistán (o Nimruz) desde 1236 hasta mediados del siglo XVI. Fueron la tercera dinastía musulmana indígena de Sistán, habiendo sido precedido por los safarís y los násridas.

## Visión general
Existen dos grandes fuentes históricas sobre los mihrabánidas: el Tarikh-i Sistan, completado a mediados del siglo XIV por un autor anónimo y que cubre los primeros años de la historia de la dinastía, y el Ihya' al-muluk, escrito por el autor del siglo XVII Malik Shah Husayn ibn Malik Ghiyath al-Din Muhammad y que cubre la historia entera de Sistán bajo los mihrabánidas.
Los mihrabánidas utilizaron el título de malik. Un malik podía heredar el trono o ser nombrado por los nobles y militares. Su capital era generalmente la ciudad de Shahr-i Sistán. Fuera de la capital, los mihrabánidas frecuentemente se enfrentaron a problemas para hacer valer su autoridad sobre las ciudades más alejadas de la provincia y de vez en cuando tuvieron que recurrir a la fuerza para garantizar su obediencia. A menudo esas ciudades exteriores eran gobernadas por otros miembros secundarios de la dinastía. Ocasionalmente, lograron expandir su poder más allá de Sistán, como en el siglo XIII tardío, cuando conquistaron Quhistán.

## Historia
Los mihrabánidas fueron a menudo vasallos de sus vecinos más poderosos. Asumieron el control de Sistan en medio de la expansión mongola. Después de la fundación del Ilkanato por Hulagu Kan en 1256 los maliks mihrabánidas aceptaron la suzeranía ilkaní. Bajo el Ilkanato, Sistán gozó de una un gran autonomía debido a la distancia con la capital. Fue una época de luchas intermitentes con los maliks kártidas de Herat, también vasallos del Ilkanato. Para 1289, todo Quhistán había sido conquistado por los mihrabánidas liderados por Nasir al-Din Muhammad, que dio la región a su hijo Shams al-Din 'Ali como feudo. Después de la caída del Ilkanato a mediados del siglo XIV, gozaron de medio siglo de independencia hasta que Tamerlán invadió Sistán en 1383 y asoló la provincia. Desde entonces, los mihrabánidas se declararon vasallos de los timúridas hasta que estos fueron sucedidos por los shaybánidas en la primera década del siglo XVI. El último malik de la dinastía decidió reconocer la autoridad de los safávidas, entregando finalmente el gobierno de Sistán en lo que fue el final de la dinastía.
Los Mihrabánidas eran suníes, como la mayoría de sus súbditos. A comienzos del siglo XVI el Malik Sultan Mahmud se convirtió en vasallo de los safávidas y adoptó algunas de sus costumbres, como la llamada a la oración chií, pese a la oposición popular.

## Maliks mihrabánidas
- Shams al-Din 'Ali ibn Mas'ud (1236–1255)
- Nasir al-Din Muhammad (1261–1318)
- Nusrat al-Din Muhammad (1318–1330)
- Qutb al-Din Muhammad (1330–1346)
- Taj al-Din ibn Qutb al-Din (1346–1350)
- Jalal al-Din Mahmud (1350–1352)
- 'Izz al-Din ibn Rukn al-Din Mahmud (1352–1380)
- Qutb al-Din ibn 'Izz al-Din  (1380–1383)
- Taj al-Din Shah-i Shahan Abu'l Fath (1383–1403)
- Qutb al-Din Muhammad ibn Shams al-Din Shah 'Ali (1403–1419)
- Shams al-Din 'Ali ibn Qutb al-Din (1419-1438/9)
- Nizam al-Din Yahya (1438/9-1480)
- Shams al-Din Muhammad (1480-c. 1495)
- Sultan Mahmud ibn Nizam al-Din Yahya (c. 1495-c. 1537)